# John Mosby Bacon
John Mosby Bacon, ameriški general, * 17. april 1844, † 19. marec 1913.
Brigadni general prostovoljcev Bacon je bil poveljnik 3. pehotnega polka, katerega je vodil v bojih proti ameriškim staroselcem.

## Življenjepis
Vojaško kariero je pričel kot prostovoljec pri kentuckyjski konjenici med ameriško državljansko vojno; ob koncu slednje je imel čin majorja. Leta 1866 je bil s činom stotnika dodeljen 9. konjeniškemu polku. Za zasluge med bitko za Resaco (maj 1864) je bil brevetno povišan; isto za zasluge med teksaško indijansko kampanjo. Med 9. septembrom 1890 in 17. novembrom 1894 je bil Bacon, takrat major pri 7. konjeniškemu polku, je bil v. d. generalnega inšpektorja.
Leta 1898 je bil Bacon nameščen v Saint Paulu (Minnesota) kot poveljnik Oddelka Dakot (Department of the Dakotas), pri čemer je imel polna pooblastila za ravnanje z indijanskimi plemeni. Poleg poveljstva nad 3. pehotnim polkom je imel na voljo še nekaj konjenice.
Najbolj je znan po bitki za Sugar Point. Septembra 1898 je dobil obvestila o uporu pillagerske skupine indijanskega plemena Chippewa, tako da je proti jezero Leech poslal predhodnico 20 mož, nato pa je sam poveljeval glavnini 80 mož iz sestave 3. pehotnega polka. Bacon in njegovi možje so 5. oktobra ob 5. uri zjutraj pristali na Medvedjem otoku (Bear Island), kjer je po nesreči izstreljen strel on 11:30 pričel sovražnosti. Prva poročila v medijih so govorila o pokopu ameriških vojakov in da je bil med mrtvimi tudi Bacon; tako je The Deseret News objavil, da je bil po poročilih ubit general Bacon in sto vojakov. Prva poročila so bila napačna, saj so že 6. oktobra poročali, da je Baconova enota po vsej verjetnosti varna in 7. oktobra je The New York Times poročal, da je Baconova enota na varnem v Walkerju (Minnesota). Članek v The New York Timesu je tako navajal Baconovo poročilo, da je dal izbrisati celotno pillagersko skupino in da ni potrebe po dodatnih okrepitvah. Still, The Washington Observer pa je še 10. oktobra objavil članek, da je bil Bacon ubit z vsemi svojimi ljudmi. V resnici je bil spopad z Indijanci večji poraz za Kopensko vojsko ZDA, kljub temu da so dejansko padli le en častnik in šest vojakov. Kljub temu da je sprva zatrjeval, da ne potrebuje okrepitev, je 11. oktobra zaprosil za posredovanje vojakov iz sestave 4. in 7. pehotnega polka, pri čemer je posvaril Indijance, da jih bo zasledovalo tisoče vojakov, če ne bodo predali tistih, ki jih išče zvezna vlada. Ob koncu meseca je četa G iz sestave 3. pehotnega polka vzpostavila Camp Bacon v Walkerju.